# Samsung Euro Championship 2008

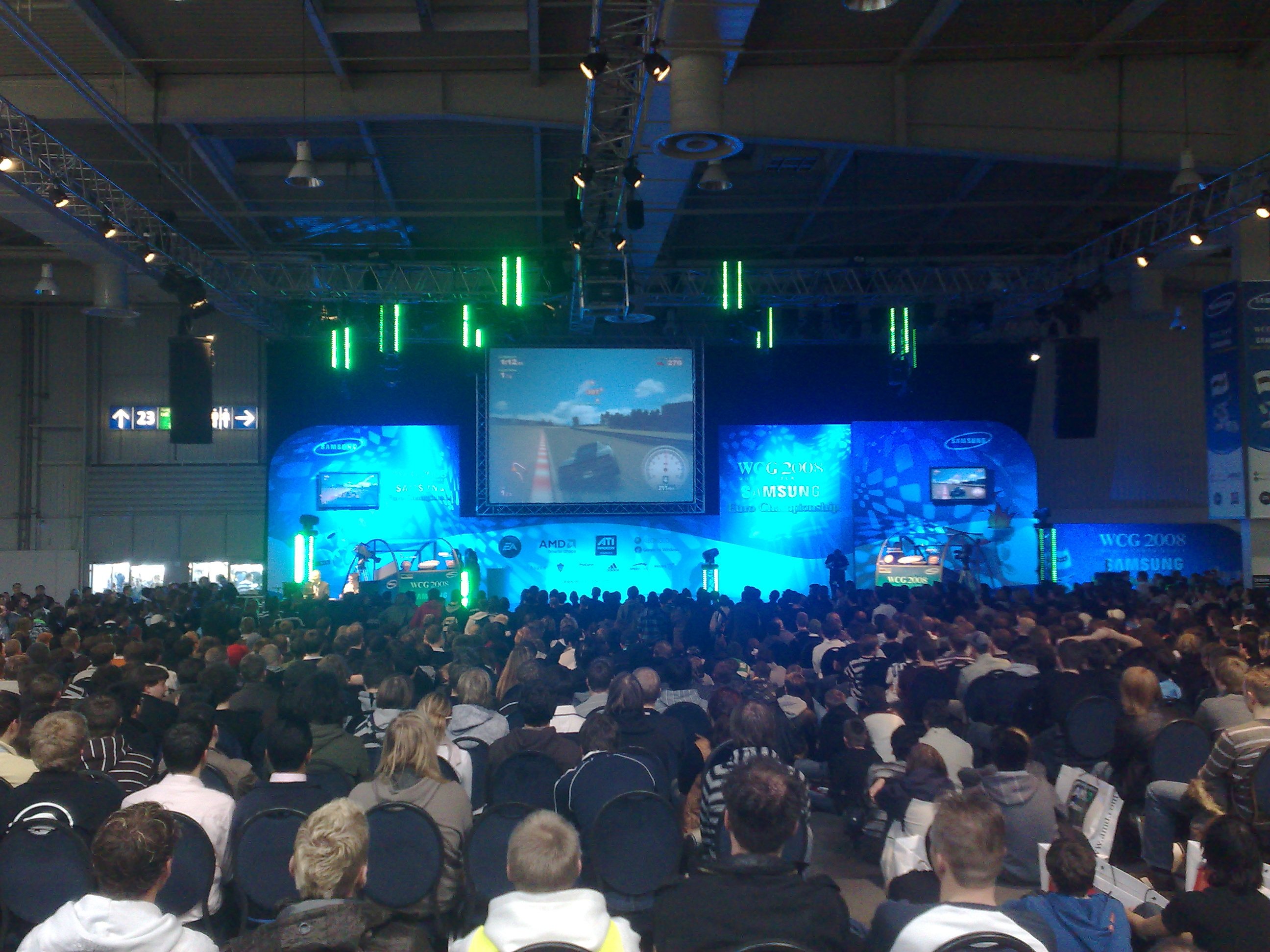
Samsung Euro Championship w 2008 roku.

World Cyber Games Samsung Euro Championship 2008 odbyły się w niemieckim Hanowerze w dniach 6 – 9 marca 2008 podczas targów CeBIT. Pula nagród wynosiła 100 000 $.
Polacy zdobyli dwa srebrne medale w konkurencjach Counter-Strike i Need for Speed: ProStreet. W klasyfikacji medalowej zajęli 7 miejsce.

## Rozgrywane konkurencje
Uczestnicy Samsung Euro Championship w 2008 roku rywalizowali w 7 konkurencjach.
- Strzelanka pierwszoosobowa
  -  Counter-Strike 1.6

- Real-Time Strategy
  -  Command & Conquer 3: Wojny o tyberium
  -  Warcraft III: The Frozen Throne

- Sport
  -  FIFA 08

- Sztuki walki
  -  Dead or Alive 4

- Wyścigi
  -  Need for Speed: ProStreet
  -  Project Gotham Racing 4

## Państwa biorące udział w Samsung Euro Championship 2008
W turnieju Samsung Euro Championship 2008 wystartowało ok. 250 reprezentantów z 30 krajów.

- Austria
- Bułgaria
- Chorwacja
- Dania
- Estonia
- Finlandia
- Francja
- Grecja
- Holandia
- Litwa
- Luksemburg
- Łotwa
- Niemcy
- Norwegia
- Polska
- Portugalia
- Rosja
- Rumunia
- Słowacja
- Szwajcaria
- Szwecja
- Ukraina
- Węgry
- Wielka Brytania
- Włochy

## Polscy reprezentanci
Polska po raz 4. uczestniczyła w Samsung Euro Championship. Reprezentacja Polski liczyła 7 e-sportowców.

### Zdobyte medale

#### Srebrne
- Krzysztof Sojka – Need for Speed: ProStreet (9 marca)
- Mariusz Cybulski, Jakub Gurczyński, Filip Kubski, ŁukaszWnęk, Wiktor Wojtas – Counter-Strike (9 marca)

### Reprezentanci
Counter-Strike 1.6
- Mariusz Cybulski (MeetYourMakers)
- Jakub Gurczyński (MeetYourMakers)
- Filip Kubski (MeetYourMakers)
- Łukasz Wnęk (MeetYourMakers)
- Wiktor Wojtas (MeetYourMakers)

Need for Speed: ProStreet
- Krzysztof Sojka (PGSPokerStrategy.com)

Warcraft III: The Frozen Throne
- Piotr Michalski (PGSPokerStrategy.com)

## Medaliści
| Konkurencja           |                                                                                          |                                                                                                 |                                                                                                |
| Command & Conquer     | Shaun Clark Pseudonim: dignitas\\Apollo                                                  | Leon Machens Pseudonim: Xeon                                                                    | Thibault Balouzat Pseudonim: LeOwNzAll                                                         |
| Counter-Strike        | Zespół: fnatic Patrik Sättermon Patrik Lindberg Oskar Holm Harley Örvall Oscar Torgersen | Zespół: MeetYourMakers Mariusz Cybulski Jakub Gurczyński Filip Kubski Wiktor Wojtas Łukasz Wnęk | Zespół: emuLate Mathieu Leber Jeremy Vuillermet Michael Zanatta Mathieu Bridet Mickael Cassisi |
| Dead of Alive         | Richard Newton Pseudonim: Grunt Dude                                                     | Niklas Lagerborg Pseudonim: Skatanmilla                                                         | Rudolf Fischer Pseudonim: THE TACTICAL                                                         |
| FIFA                  | Pedro Caiado Pseudonim: LastNight                                                        | Ołeh Chmara Pseudonim: Dignitas.Walkman                                                         | Mario Viska Pseudonim: SK\|Mario                                                               |
| Need for Speed        | Niklas Timmermann Pseudonim: sliver                                                      | Krzysztof Sojka Pseudonim: Chris                                                                | Rogerio Barroso Pseudonim: VGSpeedPro                                                          |
| Project Gotham Racing | Wouter van Someren Pseudonim: Handewasser                                                | Philippe Vaillant Pseudonim: Yggdrasil                                                          | Niklas Krellenberg Pseudonim: Johnson                                                          |
| Warcraft III          | Mychajło Nowopaszyn Pseudonim: GG.HoT                                                    | Kim Hammar Pseudonim: mouz.SaSe                                                                 | Merlo Yoan Pseudonim: Tod                                                                      |

## Klasyfikacja medalowa
| Lp. | Państwo         | złoto | srebro | brąz | razem | +/- SEC 2007 |
| --- | --------------- | ----- | ------ | ---- | ----- | ------------ |
| 1.  | Wielka Brytania | 2     | 0      | 0    | 2     | +6           |
| 2.  | Szwecja         | 1     | 2      | 0    | 3     | +3           |
| 3.  | Niemcy          | 1     | 1      | 2    | 4     | +1           |
| 4.  | Ukraina         | 1     | 1      | 0    | 2     | -3           |
| 5.  | Portugalia      | 1     | 0      | 1    | 2     | n/d          |
| 6.  | Holandia        | 1     | 0      | 0    | 1     | -4           |
| 7.  | Polska          | 0     | 2      | 0    | 2     | -4           |
| 8.  | Francja         | 0     | 1      | 3    | 4     | -2           |
| 9.  | Austria         | 0     | 0      | 1    | 1     | 0            |